# Scars (The Walking Dead)
«Cicatrices» —título original en inglés: «Scars»— es el décimo cuarto episodio de la novena temporada de la serie de televisión posapocalíptica, horror The Walking Dead. El guion estuvieron a cargo Corey Reed & Vivian Tse y finalmente Millicent Shelto dirigió el episodio. El episodio salió al aire en el canal AMC el 17 de marzo de 2019. Fox hizo lo propio en España e Hispanoamérica el día siguiente.

## Trama
El episodio se divide entre un flashback y un tiempo después de la muerte aparente de Rick y el presente.
En los segmentos de flashback, una embarazada Michonne y Daryl busca cualquier rastro de Rick a cualquier costo, pero solo descubren el revólver de Rick. Daryl explica su elección de irse a vivir solo y Michonne regresa sola a Alexandria. Más tarde, se le dice que sus espediciones de exploración han encontrado a una sobreviviente a la que ella reconoce como una vieja amiga de la escuela secundaria, Jocelyn, y que responde por ella a los demás. La traen para recibir atención médica y Jocelyn les insta a recuperar a los niños que estaba protegiendo en un edificio cercano. Ellos recuperan con seguridad a los niños. Jocelyn explica que todos los adultos de su grupo han muerto, pero los niños se han convertido en hábiles cazadores y esa noche, todos los niños, incluidos Judith y los demás alexandrinos, tienen una fiesta de pijamas. Cuando llega la mañana, los alexandrinos descubren que Jocelyn y los niños han huido, matando al menos a un alexandrino, secuestrando a Judith y otros niños y robando gran parte de los alimentos y suministros médicos de la comunidad antes de huir a las alcantarillas. Daryl se une a Michonne para localizarlos y Michonne se lamenta de cómo confiaba en Jocelyn, pero Daryl la convence de que no fue su culpa. Encuentran a uno de los niños que se escabullen en una escuela y los persiguen, pero Jocelyn y los niños los atraen a una trampa. Amarrados, los dos están marcados en sus espaldas con una marca X, un signo de fortaleza según Jocelyn, quien ha lavado el cerebro de los niños para ser crueles y casi salvajes. Cuando se quedan solos, Daryl se las arregla para escapar y ayuda a Michonne a liberarse y los dos se separan para buscar a los niños de Alexandria. Michonne se ve obligada a enfrentarse a Jocelyn y sus hijos, lista para matarla. Un niño le hace un corte a Michonne sobre su vientre, sin prestar mucha atención al bebé que lleva. Otro niño obliga a los niños de Alexandria a subir a un remolque. Jocelyn continúa ordenando a los niños que maten a Michonne y se ve obligada a matar a Jocelyn antes de intentar convencer a los niños de que pueden regresar con ella a Alexandria. Los niños se niegan a escucharla y cuando uno de los niños amenaza con matar a Judith y a los demás, se ve obligada a matarlos, para su angustia. Judith y los otros niños están a salvo y ella y Daryl los recuperan en Alexandría. Tras estos eventos, Michonne convence a Alexandría de que ya no permita el ingreso de extraños y las alcantarillas quedan cerradas. Como resultado, las relaciones entre Alexandría y las otras comunidades se rompen.
En el presente, Aaron alerta a Michonne sobre la presencia de Daryl en las puertas de Alexandria, incluyendo a Connie, Henry y Lydia. Daryl responde a Lydia por convencer a Michonne de que les permita refugiarse. Se quedan el tiempo suficiente para que Henry reciba la atención médica que necesita, pero Michonne se niega a proporcionarles una escolta al Reino. Mientras tanto, Judith habla con Daryl, decepcionada por la actuación de Michonne. Esa noche, Daryl, Connie, Henry y Lydia salen para regresar al Reino, con Michonne despidiéndolas. En la mañana, Michonne descubre que Judith se ha escapado, después de haber tomado la pistola de Rick. Michonne se pone en contacto con Negan para averiguar si él sabe dónde fue Judith, pero Negan le dice que Judith está tratando de seguir lo que Carl había sugerido para las comunidades y que está molesta porque Michonne se niega a dejar entrar a nadie. Michonne se va corriendo sola y finalmente alcanza a Judith cuando está rodeada de caminantes. Las dos luchan contra los caminantes. Mientras Michonne cuida las heridas no fatales de Judith, Judith le dice que recuerda lo que vio cuando Michonne mató a Jocelyn y a los niños para rescatarla, algo de lo que Michonne no estaba al tanto y no había hablado con ella. Judith explica que ella siente que Michonne ya no tiene amor por sus aliados y se fue sola para ayudarlos. Michonne y Judith se abrazan y se reconcilian. De vuelta en Alexandria, en la tumba de Carl, Michonne le explica a Judith que nunca quisieron enterrar a otro niño, pero después del incidente con Jocelyn, decidieron que Alexandria sólo tratara a aquellos que estaban dentro para mantener a sus hijos a salvo. Michonne se da cuenta de cuál ha sido la preocupación de Judith y acepta que deberían ayudar a proteger a sus aliados. Salen para ponerse al día con el grupo de Daryl a través de un carruaje tirado por caballos para ayudarlos a llegar al Reino más rápido, llegando al Reino y sin darse cuenta, un par de Susurradores han estado siguiendo su camino allí y planean decirle a Alpha.

## Producción

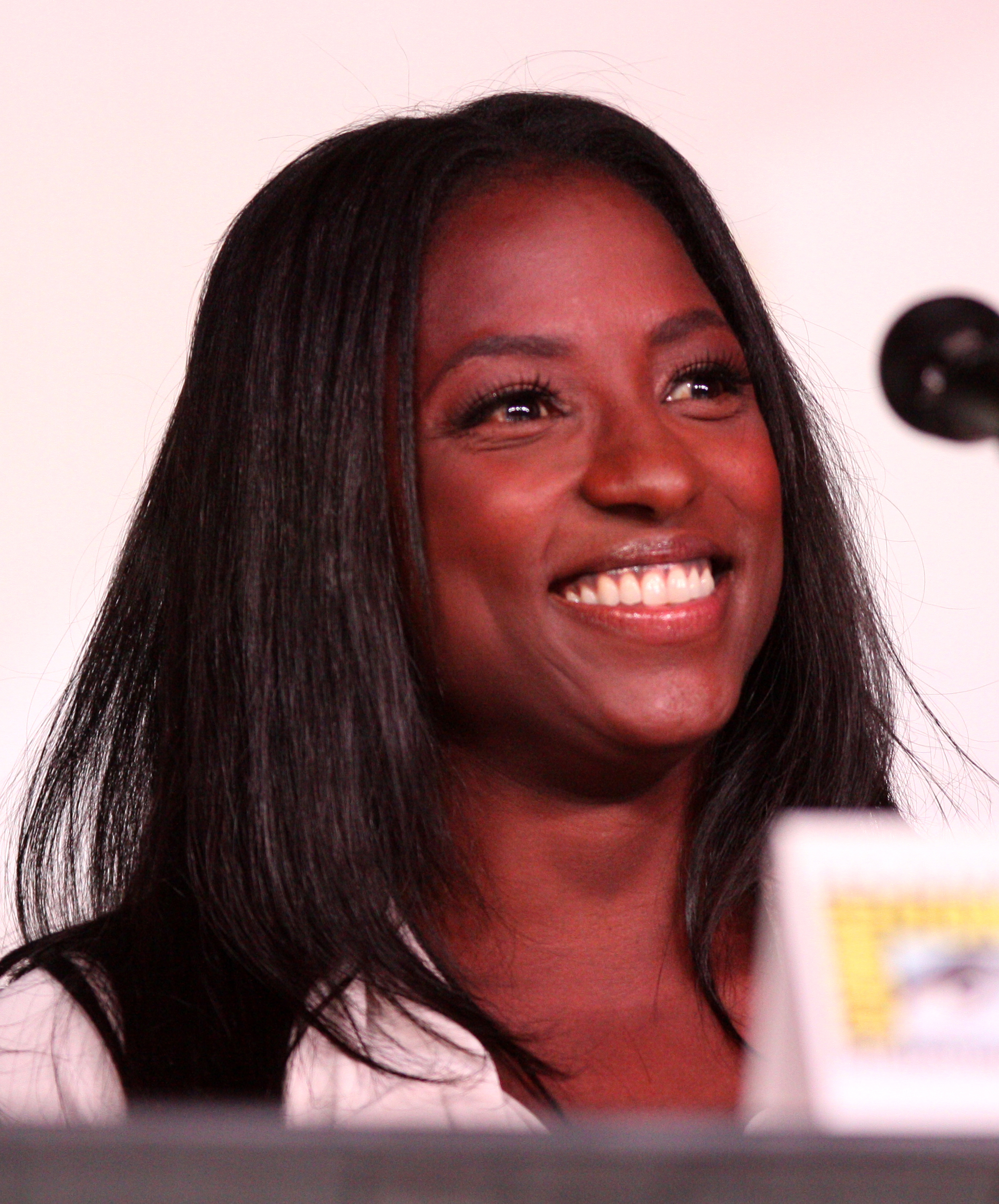
Rutina Wesley fue invitada especial en este episodio como Jocelyn.

Debido a la naturaleza de las imágenes violentas hacia los niños que se muestran en este episodio, AMC tomó varias precauciones para minimizar cualquier daño psicológico a los niños. Durante el casting, los directores de casting se reunieron con los niños y los padres y fueron sinceros acerca de sus roles en este episodio. Una vez seleccionado el reparto, ellos y sus padres se reunieron con los escritores Corey Reed y Vivian Tse y los productores asistentes para revisar sus roles, y durante la producción, había un psicólogo del personal de producción y un psicólogo infantil contratado en el set. Todos los accesorios utilizados fueron de goma, y la tripulación se tomó un tiempo extenso para corrocribir las escenas de acción para evitar sorpresas. Además, la estructura del episodio, alternando entre flashback y presente, les permitió alejarse de la muerte de cualquiera de los niños, en lugar de eso, usaron los ataques de Michonne contra los caminantes. El director Millicent Shelton también pasó tiempo con el showrunner Angela Kang y la actriz de Michonne Danai Gurira para asegurarse de que la progresión de las escenas muestra que Michonne estaba tratando de evitar dañar a los niños hasta que hubieran demostrado su voluntad de hacerle daño a Judith o al hijo nonato de Michonne. Se hicieron varios cambios que avanzaron a través de la filmación para promover este punto, como pedir a los actores infantiles que sean más feroces con Michonne para fortalecer la decisión de Michonne.

## Recepción

### Recepción crítica
"Scars" recibió críticas positivas. En Rotten Tomatoes, el episodio tiene un índice de aprobación del 82% con una puntuación promedio de 6.99 sobre 10, basado en 17 comentarios. El consenso crítico dice: "Una entrega emocionalmente lacerante de The Walking Dead proporciona una historia de fondo crucial para el nuevo status quo de la serie con una estructura de flashback que culmina en un impactante set-piece que dejará a los fanáticos más mordidos."
Erik Kain de Forbes dio una crítica abrumadoramente positiva del episodio, "Lleno de traición, terror, tortura y el tipo de emoción que te mantiene al borde de tu asiento, no pensé volveríamos a ver un episodio como este del drama de zombies de AMC. Gracias a Dios, estaba equivocado."
Sin embargo, Jeff Stone de IndieWire dio una crítica negativa, junto con una calificación de D +, diciendo: "Después de una serie de episodios relativamente sólidos," Scars "es el primer gran apestoso de la temporada 9, un trabajo desagradable que no ni siquiera tengo el coraje de sus propias convicciones."

### Calificaciones
"Scars" recibió una audiencia total de 4.57 millones con una calificación de 1.7 en adultos de 18 a 49 años. Fue el programa de cable de mayor audiencia de la noche, sin embargo, disminuyó en audiencia desde la semana anterior.